# 마야 쿨리예바
마야 쿨리예바(투르크멘어: Maýa Kulyýewa, 1920년 5월 1일 ~ 2018년 4월 28일)은 투르크메니스탄의 가수, 배우이다.